# Batalha de Berezina

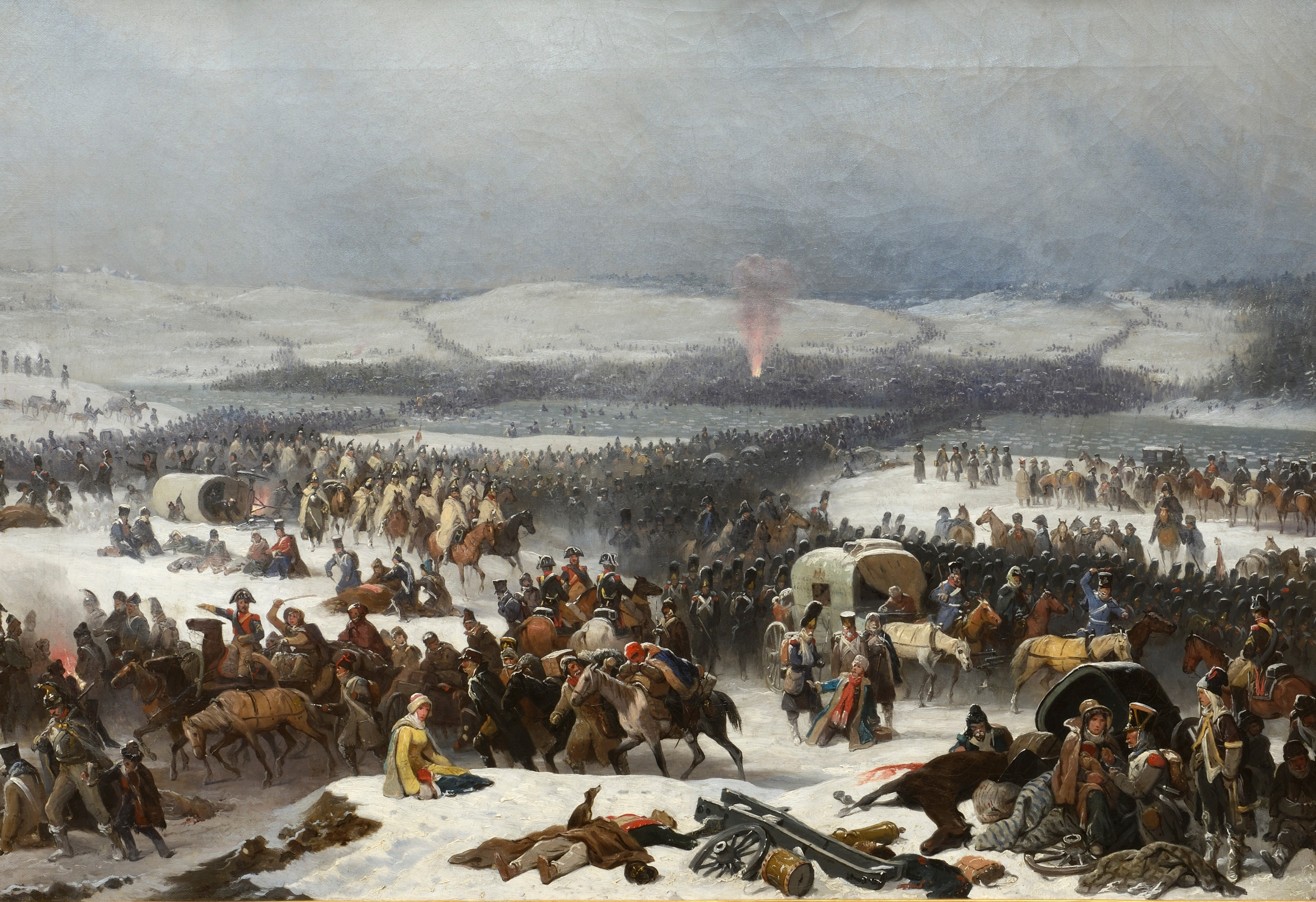
Travessia de Napoleão da Berezina, uma pintura de 1866 por Janeiro Suchodolski, óleo sobre tela, Museu Nacional, Poznań

A Batalha de Berezina (ou Beresina) ocorreu de 26 a 29 de novembro de 1812, entre a Grande Armée de Napoleão e o Exército Imperial Russo sob o comando do marechal de campo Wittgenstein e do almirante Pavel Chichagov. Napoleão estava recuando em direção à Polônia em caos após a ocupação abortada de Moscou e tentando atravessar o rio Berezina em Borisov. O resultado da batalha foi inconclusivo, pois, apesar das pesadas perdas, Napoleão conseguiu atravessar o rio e continuar sua retirada com os remanescentes sobreviventes de seu exército.

## Consequências
O resultado imediato da batalha de Berezina tinha sido simples: a retirada francesa prosseguiu, o exército russo seguiu. Embora tenha sido uma vitória tática russa por definição, já que as perdas dos "derrotados" superaram as do "vencedor", a força russa vitoriosa não conseguiu cumprir seus objetivos originais. De fato, apesar das enormes perdas, Napoleão estava em posição de reivindicar uma vitória estratégica, tendo arrebatado o que restava de seu exército de uma catástrofe aparentemente inevitável. Não haveria um grande confronto militar para o resto da retirada, embora o assédio incessante dos cossacos russos e o clima continuassem a cobrar um preço sobre os membros sobreviventes do exército francês.
As perdas foram extraordinárias. Estima-se que 20 a 30 000 combatentes franceses se tornaram vítimas. "Ao número de mortos em ação devem ser adicionados provavelmente até 30 000 não combatentes."  A Guarda, que não tinha entrado em ação, perdeu cerca de 1.500 homens de um total de 3 500. Muito, no entanto, havia sido salvo. Napoleão, seus generais, 200 armas, o baú de guerra, grande parte da bagagem e milhares de oficiais e soldados veteranos haviam escapado. No total, aproximadamente 40 000 membros do exército de Napoleão foram salvos. Sem esse núcleo de homens experientes, Napoleão não poderia ter reconstruído seus exércitos para as batalhas da Guerra da Sexta Coligação.
 

Segundo o autor Andrew Zamoyski:
Os dois dias seguintes foram, segundo alguns, entre os piores de todo o recuo[...] nenhum cavalo ou gado caído ficou sem comer, nenhum cão, nenhum gato, nenhuma carniça, nem mesmo os cadáveres daqueles que morreram de frio e fome. 
Napoleão deixou seu exército em 5 de dezembro em Vilna. As temperaturas caíram para -33,75 °C em 8 de dezembro e o número de combatentes caiu para 4.300. Em 14 de dezembro, o resto do exército principal francês cruzou o Niemen. 36 000 prisioneiros franceses da Grande Armée foram levados pelos cossacos entre 1 e 14 de dezembro. As únicas tropas que permaneceram foram as forças de flanco (43 000 sob Schwarzenberg, 23 000 sob Macdonald), cerca de 1 000 homens da Guarda e cerca de 40 000 retardatários. Não mais do que 110 000 foram tudo o que restou de 612.000 (incluindo reforços) que entraram na Rússia. As perdas russas podem ser de cerca de 250 mil homens.  Louise Fusil, uma atriz francesa, que vivia na Rússia há seis anos, retornou com o exército e oferece detalhes em suas memórias.